# Hieracium bupleuroides
Hieracium bupleuroides es una especie de planta con flor del género Hieracium, de la familia Asteraceae, orden Asterales.

## Distribución
Hieracium bupleuroides se distribuye por Albania, Austria, Checoslovaquia, Francia, Alemania, Hungría, Italia, Polonia, Suiza, Ucrania y Yugoslavia.

## Taxonomía
Fue descrita científicamente por C. C. Gmel. Fue publicada en Fl. Bad. 3: 317 (1808).